# Calyptranthes luquillensis
Calyptranthes luquillensis är en myrtenväxtart som beskrevs av Brother Alain. Calyptranthes luquillensis ingår i släktet Calyptranthes och familjen myrtenväxter. IUCN kategoriserar arten globalt som sårbar.
Artens utbredningsområde är Puerto Rico. Inga underarter finns listade i Catalogue of Life.